# Tansley-schaal
De Tansley-schaal of schaal van Tansley is een veelgebruikte vegetatieschaal waarmee voor landschapselementen of andere grotere oppervlakten een indicatie gegeven kan worden van de abundantie (talrijkheid) of de frequentie van het voorkomen van verschillende taxa van vaatplanten, mossen en korstmossen. De talrijkheid en frequentie van voorkomen wordt per aangetroffen taxon weergegeven met een lettercode.
Deze schaal werd in 1946 ontworpen door Engels botanicus Arthur Tansley. Anders dan bij de Braun-Blanquet-methode geldt hier niet de eis van representatieve, homogene vegetatie.
In de oorspronkelijke publicatie, die het Britse gebruik vastlegde (p. 101–102), was er "vr" (very rare) die later is vervangen door "s" (sparse) en was er een code "va" voor very abundant.
| Schattingsschalen voor vegetatieopnamen | Schattingsschalen voor vegetatieopnamen | Schattingsschalen voor vegetatieopnamen | Schattingsschalen voor vegetatieopnamen | Schattingsschalen voor vegetatieopnamen | Schattingsschalen voor vegetatieopnamen | Schattingsschalen voor vegetatieopnamen | Schattingsschalen voor vegetatieopnamen | Schattingsschalen voor vegetatieopnamen | Schattingsschalen voor vegetatieopnamen | Schattingsschalen voor vegetatieopnamen | Schattingsschalen voor vegetatieopnamen |
| --------------------------------------- | --------------------------------------- | --------------------------------------- | --------------------------------------- | --------------------------------------- | --------------------------------------- | --------------------------------------- | --------------------------------------- | --------------------------------------- | --------------------------------------- | --------------------------------------- | --------------------------------------- |
| Braun-Blanquet-schaal                   | Braun-Blanquet-schaal                   | Braun-Blanquet-schaal                   |                                         | Barkman, Doing & Segal                  | Barkman, Doing & Segal                  | Barkman, Doing & Segal                  |                                         | Van der Maarel                          |                                         | Tansley-schaal                          | Tansley-schaal                          |
| Symbool                                 | Bedekking                               | Talrijkheid                             | Symbool                                 | Bedekking                               | Talrijkheid                             | Symbool                                 | Aanwezigheid                            | Van der Maarel                          |                                         |                                         |                                         |
| +                                       | ≤ 1%                                    | weinig individuen                       |                                         | r                                       | ≤ 1%                                    | enkele individuen (1–2)                 |                                         | 1                                       |                                         | s                                       | sporadisch (sporadic)                   |
| +                                       | ≤ 1%                                    | weinig individuen                       | +                                       | ≤ 1%                                    | weinig individuen (2–5)                 | 2                                       | r                                       | zelden (rare)                           |                                         |                                         |                                         |
| 1                                       | ≤ 5%                                    | veel individuen                         | 1                                       | ≤ 5%                                    | veel individuen (5–50)                  | 3                                       | o                                       | zo nu en dan (occasional)               |                                         |                                         |                                         |
| 2                                       | ≤ 5%                                    | veel individuen                         | 2m                                      | ≤ 5%                                    | zeer veel individuen (≥ 50)             | 4                                       | lf                                      | locally frequent                        |                                         |                                         |                                         |
| 2                                       | 5%–25%                                  | -                                       | 2a                                      | 5%–12,5%                                | -                                       | 5                                       | f                                       | frequent (frequent)                     |                                         |                                         |                                         |
| 2                                       | 5%–25%                                  | -                                       | 2b                                      | 12,5%–25%                               | -                                       | 6                                       | la                                      | locally abundant                        |                                         |                                         |                                         |
| 3                                       | 25%–50%                                 | -                                       | 3                                       | 25%–50%                                 | -                                       | 7                                       | a                                       | talrijk (abundant)                      |                                         |                                         |                                         |
| 4                                       | 50%–75%                                 | -                                       | 4                                       | 50%–75%                                 | -                                       | 8                                       | ld                                      | locally dominant                        |                                         |                                         |                                         |
| 5                                       | 75%–100%                                | -                                       | 5                                       | 75%–100%                                | -                                       | 9                                       | d/cd                                    | overheersend (co-/dominant)             |                                         |                                         |                                         |

## Homogeniteit
Voor landschapselementen, waar de vegetatie vaak niet homogeen is door vegetatiezonering of vegetatiemozaïeken, wordt de Tansley-schaal veel gebruikt. De code "l" (local = plaatselijk) wordt dan gebruikt in combinatie met andere codes. 
Bij vegetatieopnamen in homogene proefvlakken wordt gewoonlijk de schaal volgens Braun-Blanquet of de hiervan afgeleide en meer gedetailleerde schaal volgens  Barkman, Doing en Segal gebruikt.